# Verkeerseiland
Een verkeerseiland is een verhoging in het wegdek om de verkeersstromen te scheiden en te geleiden. De primaire functie van een verkeerseiland is verkeersveiligheid. Door de versmalde rijstroken wordt een automobilist gestimuleerd om af te remmen. Doorgaans leidt het tot een afremming van 2 tot 8 km/uur.
In Nederland zijn de uiteindes van een verkeerseiland voorzien van een gele verkeerszuil met het verkeersbord D2 of D3. In Vlaanderen een bord D1d. In andere landen worden vergelijkbare gebodsborden toegepast.
Een vluchtheuvel is een verkeerseiland dat dient als toevluchtsoord voor voetgangers, waardoor een drukke verkeersweg in twee etappes kan worden overgestoken. Een middenberm is een doorlopend verkeerseiland; het verkeer wordt over een langere afstand gescheiden.